# Kleiner Kinel
Der Kleine Kinel (russisch Малый Кинель (Maly Kinel)) ist ein linker Nebenfluss des Großen Kinel in den russischen Oblasten Orenburg und Samara.
Der Kleine Kinel entspringt an der Nordflanke des Höhenzugs Obschtschi Syrt. Von dort fließt er über eine Strecke von 201 km in westlicher Richtung.
Er mündet schließlich bei Kinel-Tscherkassy in den nach Süden strömenden Großen Kinel.
Er entwässert ein Areal von 2690 km². 
24 km oberhalb der Mündung beträgt der mittlere Abfluss 5,43 m³/s. 
Er wird hauptsächlich von der Schneeschmelze gespeist.
Zwischen November und April ist der Kleine Kinel eisbedeckt.